# Strzyga

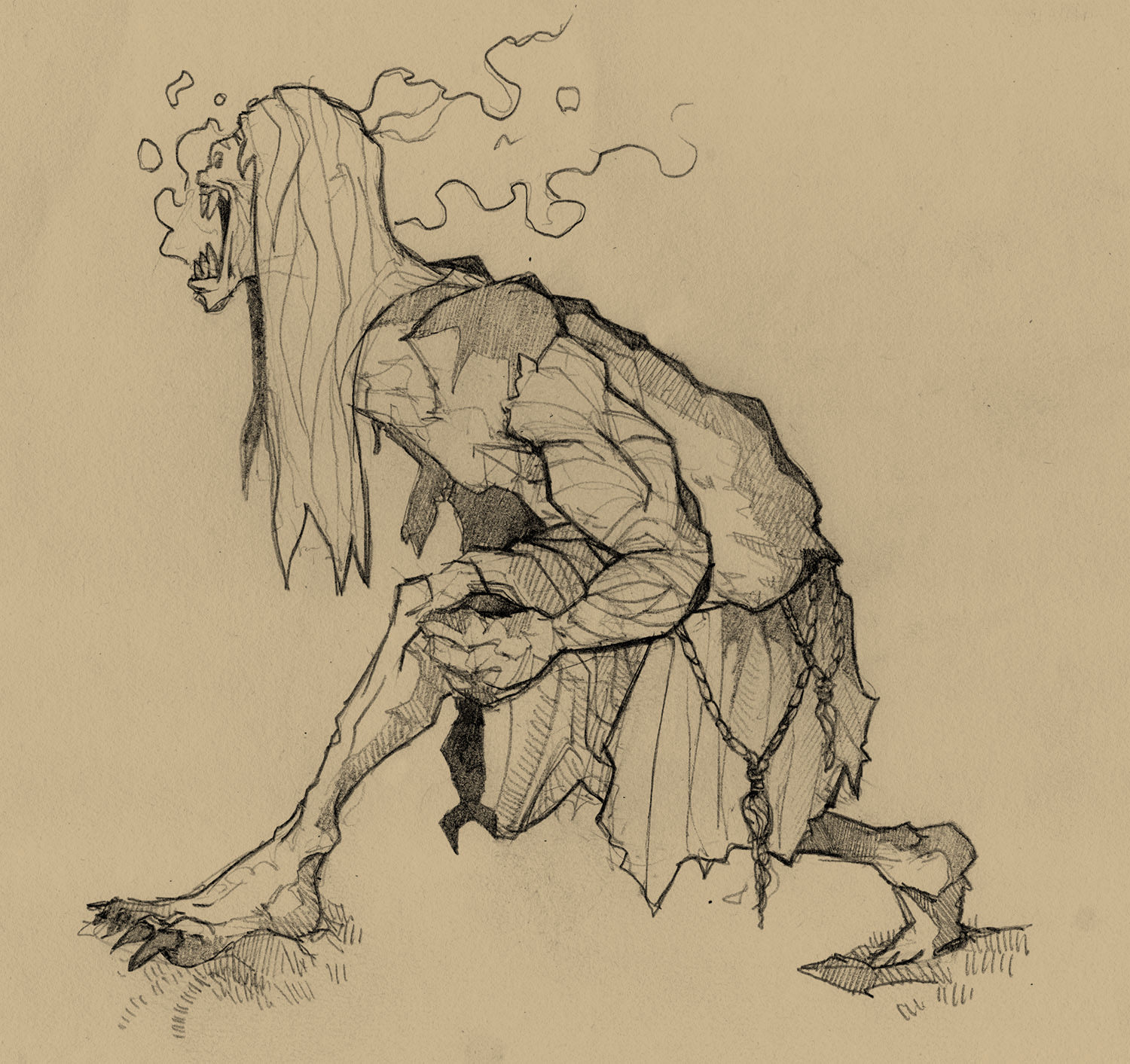
Strzyga – Filip Gutowski (The Sarmatian Bestiary – Janek Sielicki)

Strzyga (rzadziej w męskiej postaci jako strzyg, strzygoń) – demon z wierzeń słowiańskich.

## Pochodzenie strzygi
Według badań Aleksandra Brücknera słowiańska strzyga pochodzi bezpośrednio od rzymskiego strix (l.mn. striges), kobiecego demona o ptasich szponach żywiącego się krwią. W niejasny sposób wierzenia te, prawdopodobnie za pośrednictwem ludów bałkańskich, zostały zaadaptowane przez Słowian, nakładając się częściowo na postaci upiora i wampira. 
Strzyga była istotą, której pochodzenie i sposób działania były podobne do tych dwóch stworów, dlatego uważa się, że w polskich wierzeniach ludowych mamy do czynienia z jedną postacią znaną w różnych regionach pod kilkoma różnymi nazwami. Do XVIII wieku mówiono bowiem w Polsce na upiora „strzyga” lub „wieszczyca”. Od XVIII wieku stosowano już nazwę „upiór”, kojarząc stwora z demonem fruwającym. Z kolei cechy czarownictwa kojarzone są w polskich źródłach bardziej ze strzygoniem lub strzygą niż z upiorem.

## Wierzenia dotyczące strzyg
Strzygami zostawali ludzie, którzy urodzili się z dwiema duszami (dwoma sercami), czego oznaką mogły być zrośnięte brwi czy podwójny szereg zębów, z czego ten drugi był słabo zauważalny. O bycie strzygą posądzano również lunatyków i osoby bez włosów pod pachami. Uważano także, iż strzygą jest noworodek, który urodził się z wykształconymi zębami, za strzygi mogli też być uznani starcy mówiący do siebie.
Gdy już rozpoznano strzygę za pierwszego życia, przepędzano ją z ludzkich siedzib. Strzygi ginęły zazwyczaj w młodym wieku, gdy jednak jedna dusza odchodziła, druga żyła dalej i aby przetrwać musiała polować. Strzyga wysysała krew, wyżerała wnętrzności i latała pod postacią sowy po nocach. Zazwyczaj poza polowaniem chodziło o zemstę za krzywdy wyrządzone podczas pierwszego żywota. Strzygi potrafiły zadowolić się przez jakiś czas także krwią zwierząt. Strzygi szkodziły zbłąkanym przechodniom, ale też członkom własnej rodziny, np. zwiastując im śmierć. Powodem mógł być np. brak chrztu jednej z dusz dziecka, co uniemożliwiało opuszczenie świata ludzi. Zarówno męskie, jak i żeńskie wersje strzyg mogły wracać do swoich żyjących członków rodziny, do swoich domostw i nocami wykonywać swoje dawne obowiązki. Wpływało to na stan rodziny – ich niewyspanie, osłabienie, bladość itd. zrzucano właśnie na działalność strzyg. Strzygonie mogły też psuć świece w kościele. 

### Metody ochrony
Sposobem na zapobiegnięcie przeistoczeniu się człowieka w strzygę było pochowanie go twarzą do dołu, z przepaską na oczach itp. 
Podobnie jak inne stwory tego typu, strzygę już napotkaną należało trwale unieruchomić lub powstrzymać przed działaniem poprzezː
- spalenie lub powbijanie gwoździ albo pali, kołka osikowego itp. w różne części ciała zmarłej osoby
- włożenie krzemienia do ust po ekshumacji[5]
- zabicie w kościelny dzwon (strzygoń zamieniał się w smołę)[1][7]
- wymierzenie policzka strzygoniowi lewą ręką[1]
- pochowanie poza wsią, nocą, przywalając wielkim kamieniem[8]
- rozsypanie na krzyż maku w każdym kącie domu[1]
- ekshumację w obecności księdza i ponowne pogrzebanie po odbyciu dodatkowych rytuałów (np. włożenie pod język kartki z napisem Jezus[7])[12]
- włożenie do trumny drobnych przedmiotów, by strzygoń zajął się ich liczeniem[6].

### Lokalne wersje
- Wątek „upiorzycy” – młodo zmarłej hrabianki, budzącej się nocą w swym sarkofagu i grasującej po kościele znany jest także z opowieści ludowych górali babiogórskich. Sposobem na pokonanie zmarłej miało być zakreślenie kręgu za pomocą święconej kredy dookoła sarkofagu, położenie się w grobie i pozostanie w nim do trzeciego piania koguta – dopóki nie nadszedł świt, zastając zmarłą poza jej trumną[13].
- Na Górnym Śląsku zapisano historię powstałej z martwych kobiety, która zamieniła się w strzygę i rzuciła się na obecnych w pokoju żywych ludzi. Wbiła się zębami w brodę najstarszej mieszkanki, ale obecni mężczyźni pomogli za pomocą brony staruszce. Następnie mąż zmarłej nałożył jej na głowę swoją baranią czapkę, a do ust włożył jej kawałek krzemienia. Wtedy strzyga uklękła, po czym upadła nieżywa[5].
- Mazowsze czerskieː osoby przemienione po swojej śmierci w strzygi, zamieszkiwały w kościele nad chórem, skąd wydawały różne okrzyki. Wierzono, że jeżeli członek rodziny zostanie zobaczony przez strzygę, umrze w krótkim czasie[4].
- Na południu Polski zanotowano opowieść o zobaczeniu przez kobietę strzygonia, niosącego głowę pod pachą. Kilkunastu mieszkańców urządziło zasadzkę i po schwytaniu trzech strzygoni, pochowali ich na granicy trzech pastwisk[14].

## Motyw literacki
Strzygi (jako demony żeńskie) można znaleźć również w literaturze fantastycznej XX wieku: sadze o wiedźminie Andrzeja Sapkowskiego i sadze o kotołaku Ksinie Konrada T. Lewandowskiego. Pojawiają się także w powieści Kiedy Bóg zasypia Rafała Dębskiego oraz w „Akademii Wampirów” Richelle Mead. Opowiadanie Strzyga oparte na autentycznych wydarzeniach, jakie zaszły u schyłku XVII wieku w Sandomierzu, napisał także Andrzej Sarwa. Strzyga występuje również w powieści Stefana Dardy Dom na Wyrębach, gdzie autor przedstawia strzygę jako postać bardziej spirytualną aniżeli materialną. Do utworów literackich, w których można znaleźć opisy strzygi (oraz innych demonów) i walki z nią, należy też trylogia Pauliny Hendel Zapomniana księga. Stworzenia te występują także jako jedne z potworów w powieści Zły brzeg Piotra Patykiewicza. 
Z kolei strzygi jako męskie strzygonie są rzadziej spotykane w literaturze. Przykładami sąː jednoaktowy dramat Stefana Grabińskiego z 1921 r., pt. Strzygoń. Klechda zaduszna, Konopielka Edwarda Redlińskiego z 1973 r. (motyw powracającego po śmierci męża), opis pochówku gospodyni z Doliny Issy Czesława Miłosza (1955).